# ألفارو سانتوس
ألفارو سانتوس (بالإنجليزية: Álvaro Santos)‏ مواليد 31 يناير 1980 في ساو باولو، البرازيل. هو لاعب كرة قدم برازيلي سابق كان يلعب كمهاجم، شارك خلال مسيرته في 371 مباراة وسجل 131 هدف.

## المسيرة الاحترافية
- نادي ستراسبورغ
- نادي سوشو
- نادي أورغريته
- نادي كوبنهاغن
- نادي هلسينغبورغ
- نادي هلسينغبورغ

## روابط خارجية
- ألفارو سانتوس على موقع اتحاد السويد (السويدية)
- ألفارو سانتوس على موقع قاعدة بيانات كرة القدم.إي يو (الإنجليزية)
- ألفارو سانتوس على موقع Soccerway.com (الإنجليزية)
- ألفارو سانتوس على موقع عالم كرة القدم.نت (الإنجليزية)
- ألفارو سانتوس على موقع AS.com (الإسبانية)